# Pthirus gorillae
Pthirus gorillae ist eine bei Gorillas vorkommende Tierlaus. Von ihr spaltete sich vor etwa 3,3 Millionen Jahren die Filzlaus des Menschen ab.
Weibliche Pthirus gorillae werden bis zu 2,25 mm lang und sind damit größer als die Filzlaus. Der Thorax der Läuse dieser Gattung ist sehr kurz, so dass sie scheinbar nur aus Kopf und Abdomen bestehen. Im Gegensatz zur Filzlaus hat Pthirus gorillae aber große Augen, die auf einer seitlichen Vorwölbung am Kopf, den Augenhöckern, sitzen. Das Abdomen trägt maximal 20 Borsten. Die Übertragung erfolgt durch direkten Körperkontakt beim „Lausen“ oder auch bei der Fortpflanzung. Die Laus hält sich häufig in den Achseln, in der Leiste und in den dicken Haaren von Arm- und Beinrücken auf. Die Schadwirkung ist gering und besteht nur in einer leichten Hautirritation. Das Weibchen klebt die Eier („Nissen“) an den Haaren fest, wobei an einem Haar bis zu sieben Eier haften können.